# Awá-Guajá
Gli Awá-Guajá sono una delle ultime tribù di cacciatori-raccoglitori nomadi del Brasile. 
Oggi, circa 360 indigeni già contattati vivono suddivisi in quattro comunità e dipendono ancora totalmente dalla loro foresta, per tutto. Un altro 20/25% del popolo resta tuttora isolato, senza alcun contatto con l'esterno. 
Nel 2012 Survival International, il movimento mondiale per i diritti dei popoli indigeni, li ha definiti “la tribù più minacciata del pianeta”.

## Lingua
Parlano la lingua guajá (codice ISO 639-3 gvj) che appartiene alle lingue tupi-guaraní. Si auto-identificano con il termine Awá che significa "uomo", "persona".

## Insediamenti
Vivono negli stati brasiliani del Maranhão e del Pará, nelle riserve indigene di Alto Turiaçu (530.520 ettari) e Caru (172.667 ettari), in particolare nei pressi dei fiumi Gurupi, Pindaré e Guamá. Altri piccoli gruppi di Guajá sono stati avvistati da membri di etnia Guajajara nella riserva di Arariboia, altri sono stati avvistati nella Reserva Biológica Gurupi.

## Storia
È molto probabile che centinaia di anni fa gli Awá fossero un popolo sedentario, che coltivava manioca e cereali. Tuttavia, tra il XIX e il XX secolo, nelle loro terre si riversarono ondate successive di coloni che li costrinsero a fuggire per evitare di essere massacrati o ridotti in schiavitù. Per sopravvivere, gli indigeni divennero quindi nomadi.
Negli anni settanta, nella regione del Maranhão, furono scoperti enormi giacimenti di ferro. I ritrovamenti portarono alla nascita del Programma Gran Carajás, un progetto di sviluppo finanziato dall'Unione europea e dalla Banca Mondiale che prevedeva, tra le altre cose, la costruzione di una miniera e di una ferrovia. I finanziatori del progetto posero come condizione la demarcazione della terra di alcuni popoli indigeni, tra cui gli Awá, ma la richiesta rimase inascoltata.
Negli anni ottanta, il FUNAI (il Dipartimento governativo agli Affari Indiani del Brasile) decise di entrare in contatto con gli Awá e insediarli in comunità per proteggerli dall'impatto del Programma Gran Carajás.
Le conseguenze furono disastrose. Molti morirono di malattie come l'influenza e la malaria; una comunità awá passò da 91 ad appena 25 membri nel giro di soli quattro anni. 
Oggi, la maggior parte degli indigeni contattati – e di quelli tuttora incontattati – sono i superstiti di terribili massacri che li hanno profondamente segnati sia mentalmente che fisicamente.
Dopo 20 anni di campagne da parte di organizzazioni, come Forest Peoples Programme e Survival International, il governo brasiliano ha ceduto alle pressioni e, nel marzo 2003, ha finalmente demarcato la terra Awá.

## Problemi attuali
Nonostante il territorio degli Awá sia protetto legalmente, coloni e taglialegna illegali hanno invaso la foresta dove vive la tribù: gli invasori aprono strade, cacciano la selvaggina da cui gli indigeni dipendono e li espongono a malattie e violenze brutali.
La terra ancestrale della tribù si sta riducendo sempre più a causa di questa avanzata distruttiva e illegale: i rilevamenti satellitari mostrano che dal 1985 è andato distrutto oltre il 30% della foresta; nel 2009 il territorio Awá ha subito il più alto tasso di deforestazione di tutti i territori indigeni dell'Amazzonia.
Gli indigeni che vivono incontattati sono particolarmente vulnerabili agli attacchi, anche perché non hanno difese immunitarie verso le malattie portate dall'esterno.
A differenza di altri popoli dell'Amazzonia, gli Awá non hanno più nessun altro luogo in cui rifugiarsi. Numerosi testimoni hanno raccontato che molti incontattati sono stati uccisi dai taglialegna e dagli allevatori, ma non ci sono dati recenti che possano confermarlo perché gli indigeni non costruiscono case (che si potrebbero individuare con voli di ricognizione) e i contatti non vengono denunciati.
Nel 2011 alcuni taglialegna illegali hanno bruciato viva una bambina awá di 8 anni che si aggirava nei dintorni del loro villaggio.
Survival International ha definito gli Awá: “la tribù più minacciata del mondo”. Nell'aprile 2012, l'organizzazione ha lanciato una campagna internazionale per chiedere al Ministro della Giustizia brasiliano di proteggere le terre e le vite degli Awá; la campagna ha come testimonial l'attore Colin Firth. A due anni dal lancio della campagna, nell'aprile 2014, il governo brasiliano ha annunciato di aver sfrattato tutti gli invasori dal territorio degli Awá; in gennaio, infatti, nell'area era stata inviata squadra di terra composta da centinaia di agenti per espellere i taglialegna e gli allevatori illegali. Secondo il Direttore generale di Survival International, Stephen Corry, "Questo successo non ci sarebbe mai stato senza il movimento d'opinione che ha spinto il governo brasiliano ad agire. È la prova concreta che la partecipazione corale dell'opinione pubblica è lo strumento più efficace per garantire la sopravvivenza dei popoli indigeni. Ora i sostenitori degli Awá in tutto il mondo devono continuare a fare pressione per assicurare che vengano messe in atto misure adeguate per tenere gli invasori fuori dal territorio della tribù".